# إيمانويل تيستاردي
إيمانويل تيستاردي (بالإيطالية: Emanuele Testardi)‏ (31 ديسمبر 1990 بروما في إيطاليا - ) هو لاعب كرة قدم إيطالي في مركز الهجوم. شارك مع منتخب إيطاليا تحت 20 سنة لكرة القدم. أما مع النوادي، فقد لعب مع نادي بودابست هونفيد ونادي بيسكارا ونادي سامبدوريا ونادي سودتيرول و ويو أس بركوليتزه 1932 ونادي بوتنزا ونادي أريتسو ونادي غوبيو وLupa Roma FC ‏ ولانشانو كالتشيو 1920 ‏.

## روابط خارجية
- إيمانويل تيستاردي على موقع قاعدة بيانات كرة القدم.إي يو (الإنجليزية)
- إيمانويل تيستاردي على موقع Soccerway.com (الإنجليزية)
- إيمانويل تيستاردي على موقع AS.com (الإسبانية)